# Ніколет-Ямаска
Ніколет-Ямаска (англ. Nicolet-Yamaska) — регіональний муніципалітет округу в регіоні Центр Квебеку, Квебек, Канада. Складається з 16 підрайонів (одне місто, одинадцять комун і чотири райони). Головне місто — Ніколет. Муніципалітет було засновано 1 січня 1982 року. Населення становить 23 159 осіб (станом на 2016 рік), а площа — 1007,09 км², що відповідає щільності населення 23,0 жителя на км².